# Sandy Welch
Sandy Welch est une scénariste de télévision britannique auteur d'adaptations télévisées de grands classiques de la littérature du XIXe siècle et de scénarios originaux (Tears Before Bedtime, Magnificent Seven).

## Biographie

### Carrière
Sandy Welch s'est intéressée à l'industrie cinématographique dès l'université et commença à écrire une fois entrée à la National Film and Television School. Sa première contribution télévisée date de 1981.
Elle a été scénariste des séries télévisées suivantes : The Magnificent 7, d'après la vie de Jacqui Jackson (en), Our Mutual Friend (adaptation du roman éponyme de Charles Dickens), North and South (adaptation du roman du même nom d'Elizabeth Gaskell), et plus récemment en 2006, Jane Eyre (adaptation du roman de Charlotte Brontë).
Elle est l'auteur en 2009 d'une nouvelle adaptation pour la BBC d’Emma, le cinquième roman de Jane Austen.
Elle est scénariste du téléfilm Le Tour d'écrou, diffusé le 30 décembre 2009 au Royaume-Uni.
En 1999, Sandy Welch est récompensée aux BAFTA pour The Magnificent Seven. Elle est nommée « Meilleure scénariste de mini-séries » au Edgar Award pour la série A Dark Adapted Eye en 1996, et en 2007 gagne un Emmy Award pour la série Jane Eyre.

### Vie personnelle
Elle est mariée depuis 1983 avec le dramaturge Stephen Poliakoff. Elle a deux enfants.

## Filmographie

### Télévision
- 2009 : Le Tour d'écrou
- 2009 : Emma
- 2006 : Jane Eyre
- 2005 : The Magnificent 7
- 2004 : North and South
- 2001 : Sweet Revenge
- 1998 : Our Mutual Friend
- 1996 : Frontiers
- 1995 : Tears Before Bedtime
- 1994 : A Dark Adapted Eye (Mini-série)
- 1992 : A Fatal Inversion
- 1990 : 4 Play 
  - - 1 épisode : Madly in Love
- 1981 : Grange Hill
  - - 1 épisode : Medical